# Адымаш
Адымаш (мар. Йыр) — деревня в Моркинском районе Республики Марий Эл. Входит в состав городского поселения Морки.

## География
Находится в юго-восточной части республики Марий Эл на расстоянии приблизительно 8 км по прямой на юг от районного центра посёлка Морки.

## История
Нынешняя деревня Адымаш известна с 1973 года после объединения деревень Мари-Адымаш и Русский Адымаш. В 1980 году в состав Адымаша вошла деревня Токсаркино. В 2003 году здесь было 43 дома. Русский Адымаш был известен с 1763 года как деревня с населением 157 душ мужского пола. в 1795 году 29 дворах проживали 325 человек. Мари Адамаш в 1763 году отмечен как деревня с населением 45 душ мужского пола. В 1925 году здесь было 111 жителей. В советское время работали колхоз «Знамя», «Адымаш», позднее сельхозартель «Знамя».

## Население
Население составляло 132 человека (мари 93 %) в 2002 году, 109 в 2010.